# Klawdija Jakowlewna Majutschaja
Klawdija Jakowlewna Majutschaja, geborene Klawdija Jakowlewna Laptewa, (russisch: Клавдия Яковлевна Маючая-Лаптева, * 15. Mai 1918 in Saransk; † 14. Oktober 1989) war eine sowjetische Leichtathletin. Im Speerwurf wurde sie 1946 Europameisterin.

## Karriere
Unter ihrem Geburtsnamen Laptewa war sie 1938 und 1939 sowjetische Meisterin. Nach ihrer Heirat wurde sie 1943 und 1944 sowie 1946 und 1947 erneut sowjetische Meisterin.
Die Sowjetunion nahm 1946 in Oslo erstmals an Europameisterschaften teil. Majutschaja gewann den Speerwurf mit 46,25 Meter vor ihrer Mannschaftskollegin Ljudmila Anokina und der Niederländerin Johanna Koning.
Anokina hatte 1945 mit 48,39 Meter den bestehenden Weltrekord übertroffen. Da die Sowjetunion erst Ende 1947 Mitglied des Weltverbandes IAAF wurde, wurde Anokinas Leistung nicht als Weltrekord anerkannt. Im Sommer 1947 warf die Österreicherin Herma Bauma mit 48,21 Meter einen neuen offiziellen Weltrekord. Am 23. September 1947 warf Majutschaja in Moskau mit 50,32 Meter als erste Frau den Speer weiter als 50 Meter. Dieser russische Rekord wurde von der IAAF nicht offiziell anerkannt, da die Sowjetunion immer noch nicht Mitglied der IAAF war. Die IAAF bezeichnet aber heute Majutschajas Wurf als ersten Wurf über die 50-Meter-Marke.
Majutschaja warf 1939 vier sowjetische Rekorde, ihr fünfter Rekord war der Wurf von 50,32 Meter 1947. 1946 und 1947 war Majutschaja weltbeste Speerwerferin.